# Internationale Streitkräfte Osttimor
Die Internationalen Streitkräfte Osttimor (International Force East Timor, INTERFET) waren eine multinationale Schutztruppe, die von den Vereinten Nationen beauftragt wurde, um die Sicherheitslage und humanitäre Krise in Osttimor zwischen 1999 und 2000 bis zum Eintreffen der offiziellen UN-Friedenstruppen zu stabilisieren. INTERFET stand unter dem Kommando des australischen Generalmajors Peter Cosgrove. Stellvertreter war der Thailänder Songkitti Jaggabatara.

## Geschichte

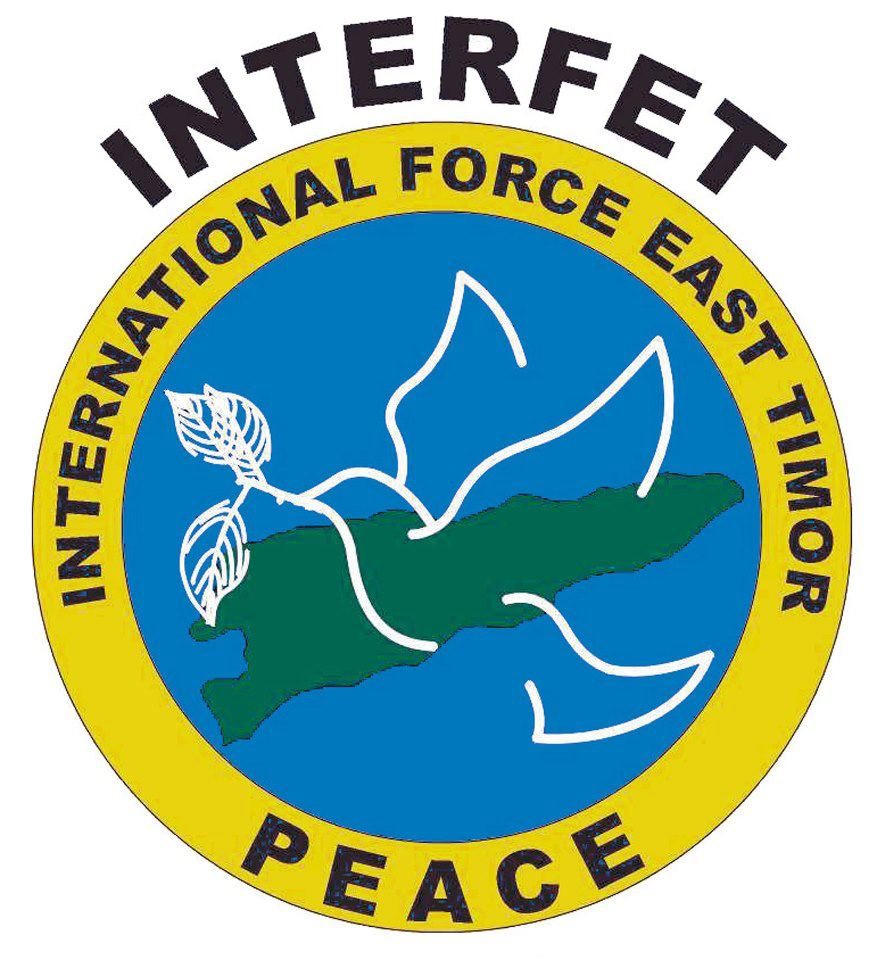
Logo der INTERFET

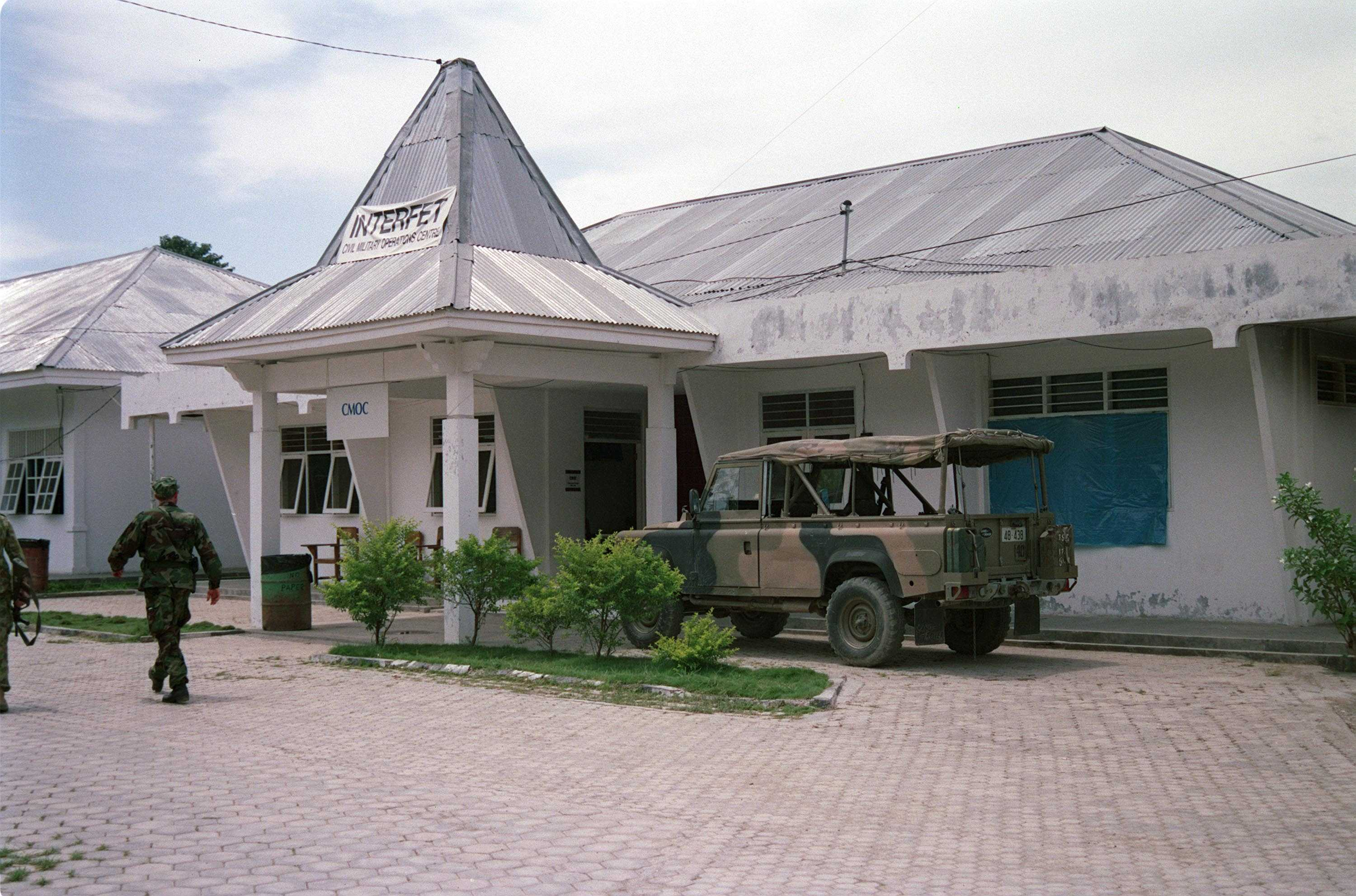
Civil Military Operations Center der INTERFET in Caicoli/Dili

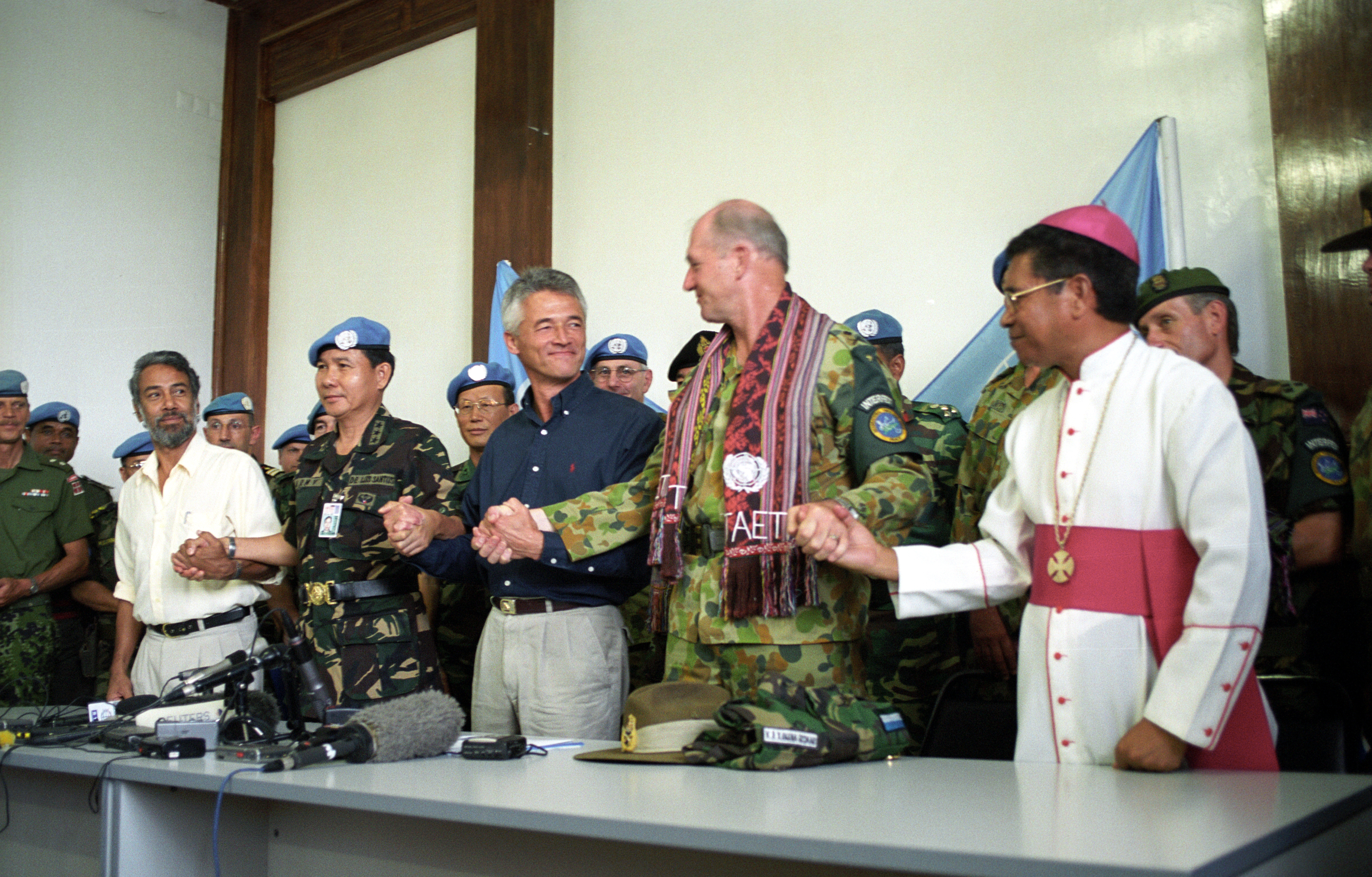
Übergabe der Kontrolle von INTERFET an UNTAET

Angesichts der Gewaltwelle durch die Operation Donner beschlossen die Vereinten Nationen am 15. September 1999 einstimmig die UN-Resolution 1264 die eine internationale Friedenstruppe ermöglichte, um die Bevölkerung Osttimors vor weiterem Terror zu schützen. Die Schutztruppe mit den stärksten Kontingenten aus Australien, den USA, Thailand und Neuseeland hatten die Aufgabe für Frieden und Sicherheit zu sorgen und die öffentliche Ordnung wiederherzustellen. Zudem sollte sie die zivile UN-Mission UNAMET unterstützen und die geordnete Rückkehr der Flüchtlinge ermöglicht werden. Auslöser der Gewalt war das Unabhängigkeitsreferendum vom 30. August 1999, in dem sich 78,5 % der Einwohner des besetzten Osttimors für eine Unabhängigkeit von Indonesien aussprach. Pro-indonesische Milizen und die Streitkräfte Indonesiens versuchten mit Gewalt die Bevölkerung einzuschüchtern. 2.000 Menschen starben, drei Viertel der Bevölkerung wurde vertrieben und 75 % der Infrastruktur wurde zerstört.
Am 20. September 1999 landeten die ersten australischen Einheiten auf dem Flughafen Dili und kontrollierten, nach kleineren Zusammenstößen mit den pro-indonesischen Milizen, die Region. Viele Bevölkerungsangehörige, aber auch viele Mitglieder der Miliz, flohen in die Berge oder den Westteil der Insel. Von dort führten die Milizen sporadisch Überfälle durch, hauptsächlich auf den südlichen Teil der Grenze, der von der neuseeländischen Armee kontrolliert wurde. Als diese Überfälle abgewehrt wurden und die indonesische Unterstützung aufgrund internationalen Drucks beendet wurde, zerstreuten sich die Milizen. Bei ihrem Abzug brannten sie noch viele Häuser nieder. Die Exklave Oe-Cusse Ambeno wurde erst im Oktober durch die INTERFET befriedet. Ende Oktober erklärte Indonesien die Besetzung für ungültig und mit dem UN-Beschluss 1272 wurde die UN-Übergangsverwaltung UNTAET am 25. Oktober bemächtigt, ab dem 14. Februar 2000 den Wiederaufbau des Landes zu organisieren und INTERFET abzulösen. Am 28. Februar übergab INTERFET die Verantwortung an die UNTAET. Doch Flüchtlinge wurden in Westtimor noch Monate nach der offiziellen Übergabe an die Friedensmission der UN in Lagern festgehalten und ermordet. Auf einer Konferenz am 17. Dezember 1999 im japanischen Tokio wurden Finanzhilfen in Höhe von über 417 Millionen Euro zugesagt.
Der Einsatz der INTERFET endete mit Übergabe der Verantwortung an die Friedenstruppen (Peace Keeping Forces) der UNTAET am 28. Februar 2000.

## Teilnehmer

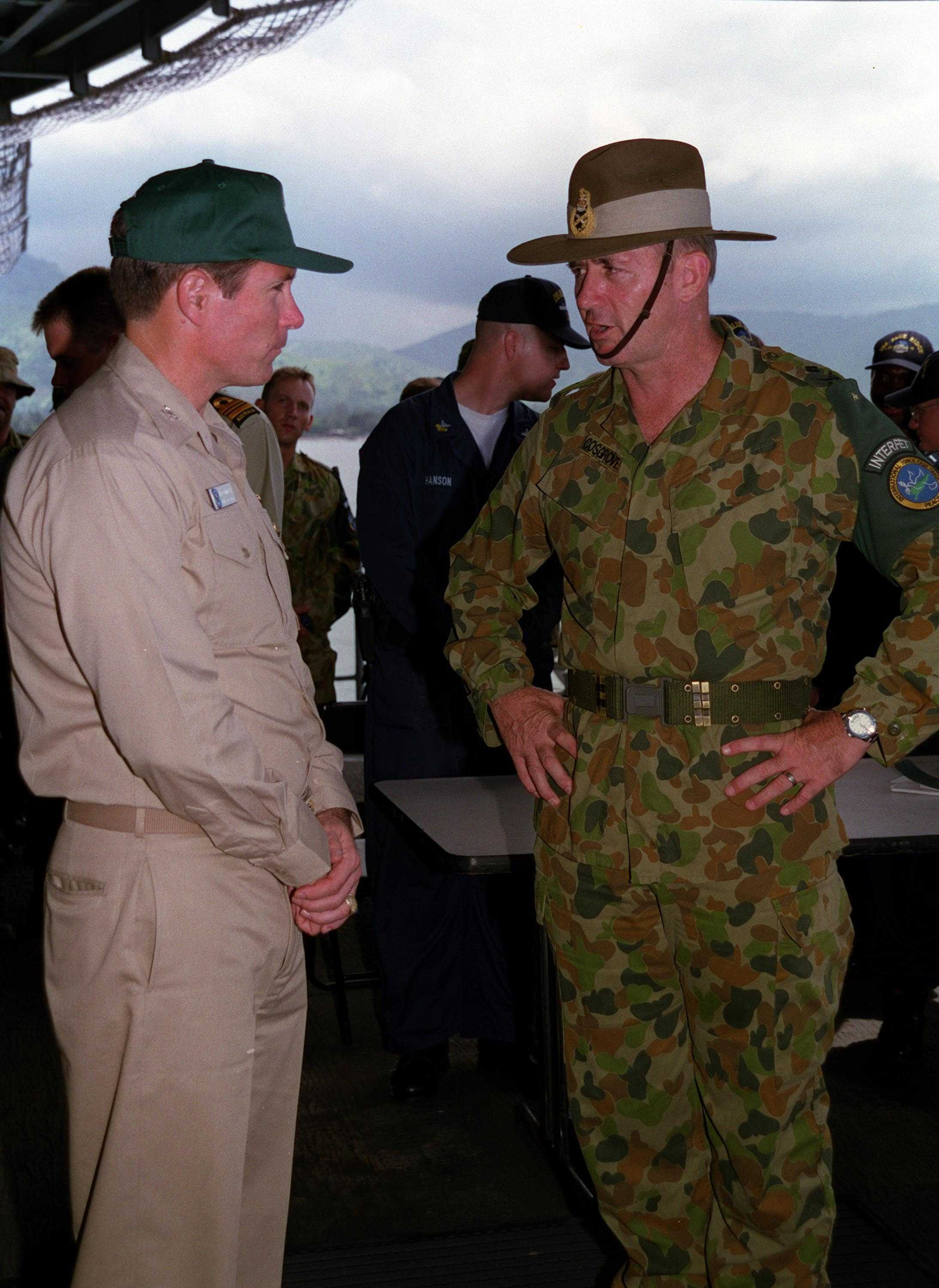
Generalmajor Peter Cosgrove (2000)

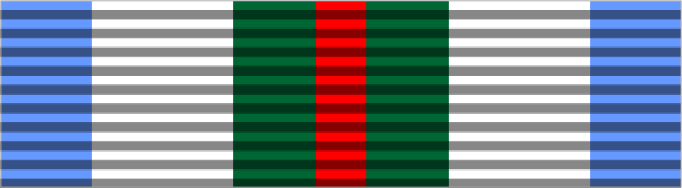
Bandschnalle zum INTERFET-Einsatz

Insgesamt waren zunächst 9.900 Soldaten aus 17 Ländern in der INTERFET beteiligt. Folgende Länder nahmen an INTERFET teil: Australien, Brasilien, Deutschland, Frankreich, Irland, Italien, Kanada, Kenia, Republik Korea, Malaysia, Neuseeland, Norwegen, Philippinen, Singapur, Thailand, Vereinigtes Königreich und die USA. Später kamen noch Portugal, Pakistan, Fidschi, Jordanien und ein weiteres Land dazu.
Potentiell sah man auch eine Bedrohung der INTERFET durch indonesische Streitkräfte, so hatte man ein indonesisches U-Boot in osttimoresischen Gewässern geortet. Um möglichen Bedrohungen durch die indonesischen Streitkräfte zu begegnen, wurden als Marineverband folgende Schiffe der INTERFET unterstellt: Der Kreuzer Mobile Bay, der Zerstörer Glasgow, die Fregatten Te Kaha, Canterbury, Prairial, Vendemiaire, Adelaide, Darwin, Anzac, Sydney sowie nicht weiter genannte U-Boote. Später kamen weitere Schiffe zum Einsatz, darunter auch aus Italien, Kanada, Portugal, Singapur und Thailand.
Des Weiteren standen zur Unterstützung der INTERFET Kampfflugzeuge der australischen und neuseeländischen Luftwaffe zur Verfügung. Dabei handelte es sich um australische F/A-18, F-111  und neuseeländische A-4K. Dazu kamen australische Aufklärer vom Typ Lockheed P-3.
Nach Australien mit 4.400 Soldaten stellte Thailand mit 1.600 Mann das zweitgrößte Kontingent. Von den Philippinen kam eine humanitäre Einsatztruppe, die durch ein medizinisches Team in Westtimor ergänzt wurde.
Am 16. September 1999 stellte der deutsche Außenminister Joschka Fischer dem Deutschen Bundestag den Plan zur Entsendung eines Sanitätskontingents der Bundeswehr zur Unterstützung der Friedenstruppen und weitere Aufbauhilfen im Umfang von 511 Millionen Euro vor. Am 7. Oktober 1999 billigte der Bundestag die Entsendung des Sanitätskontingents mit bis zu 100 Soldaten nach Darwin in Australien. Verteidigungsminister Rudolf Scharping ordnete daraufhin die Entsendung des Deutschen Luftwaffenkontingents (DtLwKtg) Osttimor an. Die Luftwaffe stationierte zwei Transportmaschinen vom Typ C-160 Transall mit MEDEVAC-Ausrüstung des Lufttransportgeschwaders 63 aus Hohn und des Lufttransportgeschwaders 62 aus Wunstorf zusammen mit Fachärzten in Darwin. Der deutsche Einsatzverband wurde am 17. Oktober der INTERFET unterstellt. Der erste Einsatz fand am 21. Oktober 1999 statt, als verletzte INTERFET-Soldaten und ein ziviler UN-Mitarbeiter aus Dili evakuiert wurden.

## Der „INTERFET-Frosch“

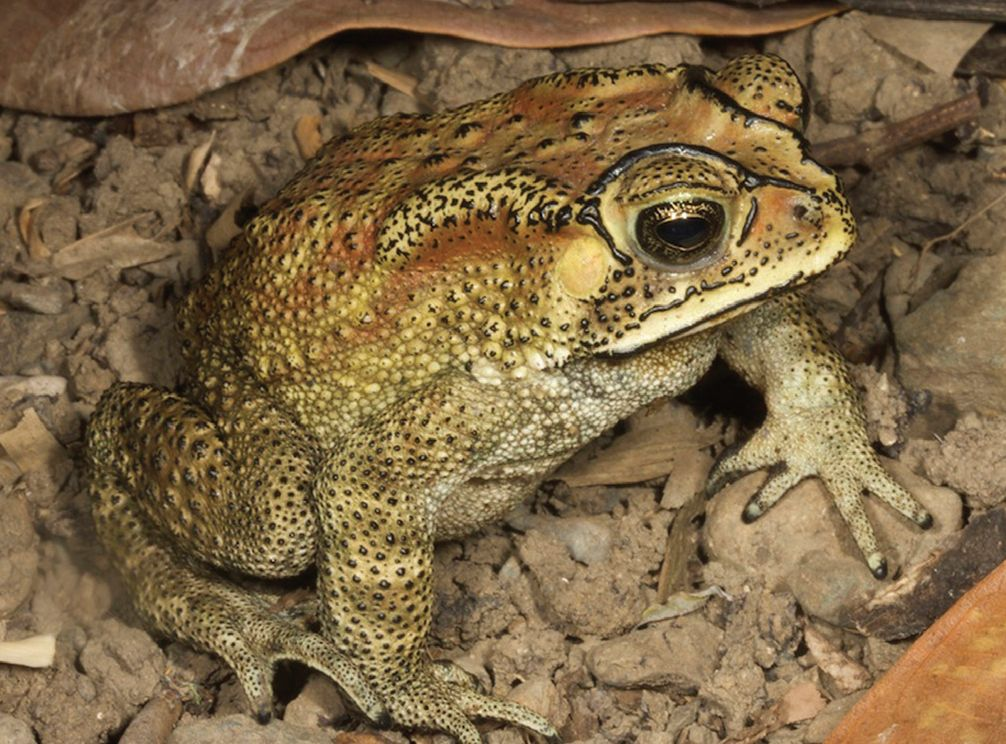
Schwarznarbenkröte in Same

2008 wurden Vorwürfe timoresischer Bauern bekannt, australische Soldaten hätten 1999 Aga-Kröten nach Timor gebracht, um Giftschlangen zu bekämpfen. Auch über eine ungewollte Einschleppung der Giftkröten, welche in Australien als Plage gelten, durch militärische und Hilfstransporte, wurde spekuliert. Die von den Einheimischen „INTERFET-Frosch“ genannte Kröte frisst Haushühner und bedroht mit ihrem starken Gift auch Menschen und Wildtiere. Staatspräsident José Ramos-Horta verlangte daher von Australien Unterstützung bei der Bekämpfung der Kröte. Australische Experten identifizierten allerdings auf einem Foto den INTERFET-Frosch als asiatische Schwarznarbenkröte, die sich in den letzten Jahren vom asiatischen Festland aus in Indonesien ausbreitet.